# Antonio Lazzaro Fontana
Antonio Lazzaro Fontana (Modena, 14 agosto 1892 – Carso, 10 dicembre 1916) è stato un calciatore italiano, di ruolo portiere.

## Carriera
Disputò 2 stagioni al Bologna, di cui una da capitano. Collezionò 20 presenze con il club felsineo. Cadde al fronte nella prima guerra mondiale.